# Cyathura
Cyathura är ett släkte av kräftdjur som beskrevs av Norman och Stebbing 1886. Cyathura ingår i familjen Anthuridae.

## Bildgalleri

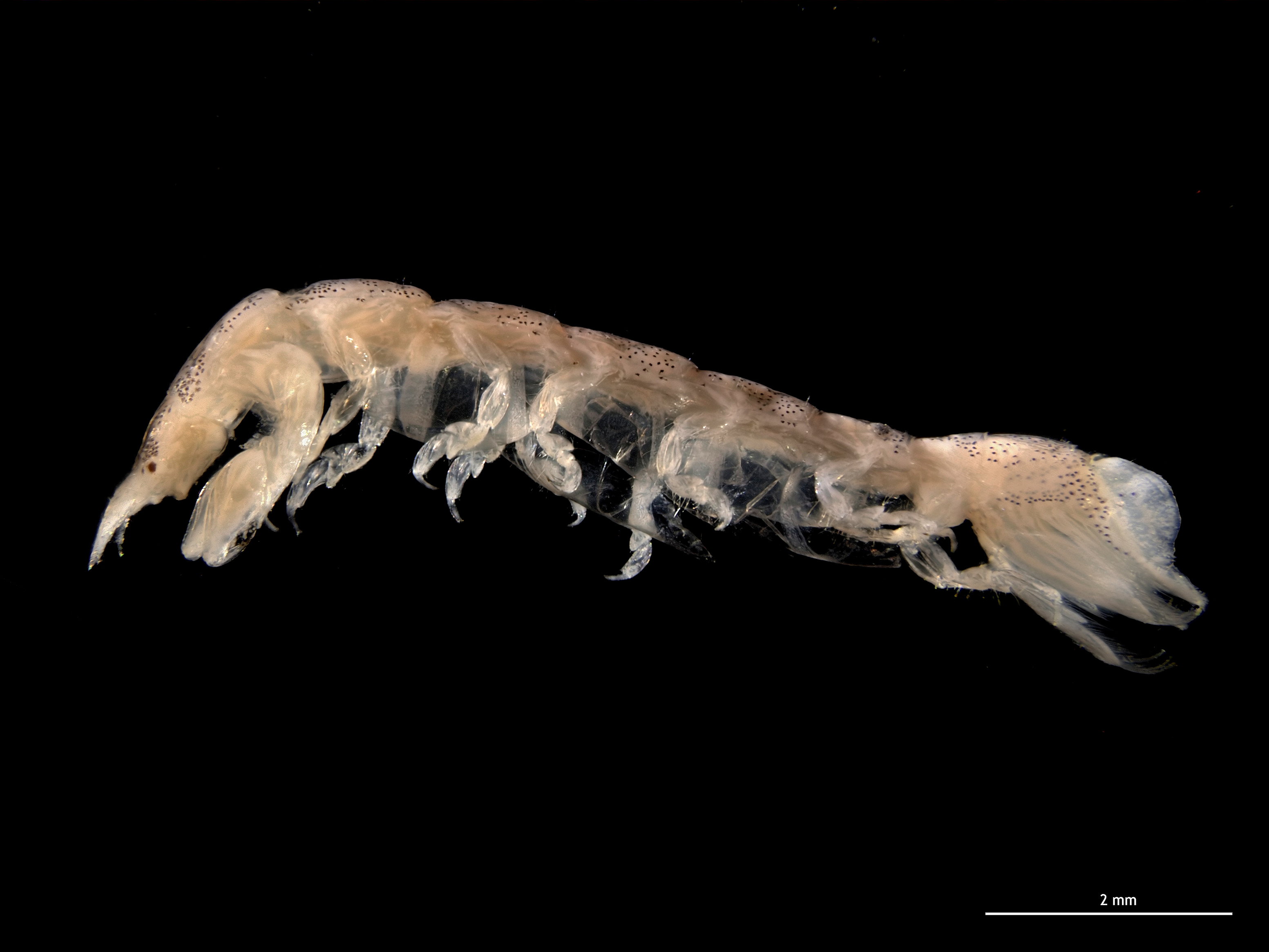

## Dottertaxa tillCyathura, i alfabetisk ordning[1][2]
- Cyathura aegiceras
- Cyathura bentotae
- Cyathura bruguiera
- Cyathura burbancki
- Cyathura carinata
- Cyathura cubana
- Cyathura eremophila
- Cyathura esquivel
- Cyathura estuaria
- Cyathura francispori
- Cyathura furcata
- Cyathura guaroensis
- Cyathura hakea
- Cyathura higoensis
- Cyathura indica
- Cyathura kikuchii
- Cyathura madelinae
- Cyathura munda
- Cyathura muromiensis
- Cyathura omorii
- Cyathura peirates
- Cyathura polita
- Cyathura profunda
- Cyathura pusilla
- Cyathura rudloei
- Cyathura sagamiensis
- Cyathura shinjikoensis
- Cyathura terryae
- Cyathura tridentata
- Cyathura truncata